# Walt Disney World's 15th Birthday Celebration
Walt Disney World's 15th Birthday Celebration ou Celebração do 15º aniversário de Walt Disney World (como ficou conhecido no Brasil) foi um especial exibido pela emissora de televisão ABC em 9 de novembro de 1986. Com duas horas de duração, foi apresentado por Beatrice Arthur e Betty White. Teve ainda a participação de Micky Dolenz, Russell Hitchcock, Davy Jones e Charlton Heston.
Foi exibido no Brasil pelo SBT, juntamente com uma série de outros especiais produzidos pela Disney, no mês de outubro de 1987, em uma seção intitulada "Semana da Criança Disney".

## Sinopse
O especial mostra as comemorações do 15º aniversário do parque Walt Disney World, nos Estados Unidos. A história do parque é contada mostrando imagens e depoimentos de seus idealizadores, Walt e Roy Oliver Disney.
Mostra ainda um tour por quatro áreas do parque: Fantasyland, Frontierland, Adventureland e Main Streel, além de outros locais.
No entanto, o ponto forte do especial são as atrações musicais: Ray Charles, The Monkees, The Charlie Daniels Band, Air Supply, Emmanual Lewis, Dolly Parton, Gladys Knight & The Pips, The Everly Brothers e Harry Shearer.